# Boštjan Cesar
Boštjan Cesar (n. 9 iulie 1982) este un fost fotbalist internațional sloven care a jucat ca fundaș.  Cesar a jucat profesional în Slovenia, Croația, Franța, Anglia și Italia. Cu 101 apariții internaționale, el este cel mai selecționat jucător al Sloveniei din toate timpurile pentru care a jucat și la Campionatul Mondial de Fotbal 2010.